# F-dúr Allegro billentyűs hangszerre (Mozart)
Az F-dúr Allegro billentyűs hangszerre, K. 1c, Wolfgang Amadeus Mozart 1761-es műve. Ez a mű is a Nannerl Zenekönyve sorozatnak köszönhetően maradt ránk. Ez egy igen rövid darab (kb. 30 mp. hosszú), és Leopold Mozart, a kis hatéves Mozart apja kottázta le a művet. A mű 1761. december 11-ére datálható, és Salzburgban keletkezett.
Valószínűleg csembalóra íródott; manapság ezen hallható a legtöbbet, pedig a cím alapján máson is elő lehet adni. Az Allegro első F-dúr darabja. A C-dúr Allegróhoz hasonlóan ez is egy gyors darab, és a frázisok a következőképpen követik egymást: AABB[piano]ABB[piano]A – mindegyik rész kb. 5 másodperc.